# Maasland
Maasland è una località dei Paesi Bassi situata nel comune di Midden-Delfland, nella provincia dell'Olanda meridionale.
Il 1º gennaio 2004 il comune autonomo è stato unito a Schipluiden nel nuovo comune di Midden-Delfland.